# 一輪亭花咲
一輪亭 花咲（いちりんてい はなさく）は上方落語、上方仁輪加の名跡。初代は桂花咲として名乗っていた。当代は四代目。
- 初代桂花咲（1878年 - 1916年8月9日） - 本名：西田 鹿蔵。大阪の生まれ。15・6歳の頃は千日前の盛り場をうろつく不良少年だった。その後見世物小屋の呼び込みになり、踊ったり喋ったりして客に愛想を取っていた。1897年頃、軽口のコンビに迎え入れるため桂家雁篤からスカウトされ、七代目桂文治の門下に入り「桂花咲」の名を貰う。地位扱いで古参の噺家にいびられる事もあったという。雁篤の引退後は噺家に転じたが正式な修行期間がなかったため落語は上手くなかった。しかし、軽口出身者だけに器用さがあり、美男子だったため女性客からの人気は十分にあり、余芸の色声や書生踊りで学生受けもよかった。「二番目芝居」「黄金の大黒」「桜の宮」などを得意とした。
- 二代目一輪亭花咲 - 本項にて記述
- 三代目一輪亭花咲 - 二代目露の五郎兵衛の仁輪加師としての名前。
- 四代目一輪亭花咲 - 当代。露の團四郎の仁輪加師としての名前。

二代目 一輪亭 花咲 （1887年2月15日 - 1981年7月15日）は、上方の落語家、上方仁輪加師。本名：太刀 末蔵。

## 経歴
大阪生まれ。父は浮世亭都枝と言う名の仁輪加師だったが、花咲が8歳の時に死去したため、堂島中町の「松伝」という京染屋に奉公した。9歳のときに仁輪加師として初舞台を踏むが、その後仁輪加の衰退で噺家に転身する。
1907年、六代目林家正楽の門で「右楽」を名乗る。大正初年頃に「右郎坊」に改名。大正中期頃に浪花落語反対派に身を投じ、「二代目桂花咲」を襲名する1924年には落語界を離れて仁輪加師として活動するようになり、旅興行「楽天座」を結成。「一輪亭花咲」として活動を始める。この「一輪亭」の亭号を命名したのは一説に正岡容とも言われている。

## 弟子
- 一輪亭花蝶

## 受賞歴
- 1974年 - 大阪文化祭賞
- 1975年 - 上方お笑い大賞：功労賞
- 1978年 - 大阪市民表彰
- 1981年 - 伝統文化ポーラ：特賞

## 芸風
噺家時代は「顔芸」の珍芸や軽口で売り物にしていた。SPレコードも桂花咲として残している。軽口時代は桂次郎坊と組むことが多かった。
舞台の活動のほかに仁輪加の継承にも力を注ぎ、仁輪加の台本を100冊以上執筆し後世に残した。